# Knappenbäudlsee
Der Knappenbäudlsee (auch Knappenbäudelsee und Knappenbeutelsee) ist ein See in der Gemeinde Bad Gastein im österreichischen Bundesland Salzburg.

## Geografie
Der Knappenbäudlsee liegt auf einer Höhe von 2238 m ü. A. an den westlichen Hängen des 2685 m ü. A. hohen Kreuzkogels. Er gehört zur Katastralgemeinde Böckstein der Gemeinde Bad Gastein und zum Landschaftsschutzgebiet Gasteiner-Tal. Der See erstreckt sich über eine Fläche von 1,85 ha. Sein Umfang beträgt 550 m. Er ist 210 m lang und 125 m breit.
Solifluktionsloben wie jene südöstlich des Knappenbäudlsee kommen in der Gegend häufiger vor, etwa auch jeweils nordöstlich der Gipfel des Aperen Scharecks und des Seekopfs. Weitere Gebirgsseen im Einzugsgebiet der Nassfelder Ache sind der Obere und der Untere Bockhartsee sowie der Sparangerkeessee.
Der Knappenbäudlsee ist im Besitz der Österreichischen Bundesforste. In der Nähe des Sees verläuft der Dr.-Fritz-Gruber-Weg von Sportgastein zum Gipfel des Kreuzkogels. Der Wanderweg ist nach dem Montanhistoriker Fritz Gruber benannt. Beim See befindet sich eine Stempelstelle für Wandernadeln des Österreichischen Alpenvereins.

## Name und Geschichte
Der Name Knappenbäudelsee geht auf die Zeit der Bergwerke im Gasteinertal zurück. Er nimmt den Begriff (Berg-)Knappe und die Verkleinerungsform von Bau („Bäuel“) auf. Im 18. Jahrhundert wurden in einem 270 m langen Stollen beim See Gold, Silber, Pyrit und Arsen abgebaut.

## Ökologie
Der Knappenbäudlsee ist ein oligotrophes (nährstoffarmes) Gewässer. Ihm wird ein sehr großer ökologischer Wert beimessen. Der See ist von Krummseggen-Rasen umgeben.